# Morzysław (imię)
Morzysław – staropolskie imię męskie, złożone z dwóch członów: Morzy- ("zabijać, uśmiercać") i -sław ("sława"). Mogło oznaczać "tego, który sławi zabijanie".
Morzysław imieniny obchodzi 7 marca i 13 września.
Żeński odpowiednik: Morzysława.